# Ariana Miyamoto
Ariana Miyamoto (宮本 エリアナ 磨美子 Miyamoto Eriana Mamiko, sinh 12 tháng 5 năm 1994 tại Sasebo, Nagasaki) là một cô gái Nhật Bản mà đã đoạt được giải hoa hậu Nhật Bản 2015. Cô đại diện quốc gia mình tại cuộc thi Hoa hậu Hoàn vũ 2015, nhưng chiến thắng của cô bị chỉ trích chỉ vì cô có dòng máu Phi Á; cô là người không thuần gốc Nhật đầu tiên mà đã đoạt được giải hoa hậu Nhật Bản. Ở Nhật Bản, một nước được xem là thuần giống nhất thế giới, có một cảm nhận phổ biến, theo như NBC News, những người con lai thì không hoàn toàn là Nhật Bản.

## Thời niên thiếu và học vấn
Miyamoto có mẹ là người Nhật và cha là người Mỹ gốc Phi. Sau khi học xong tiểu học ở Nhật Bản, cô theo gia đình sang Hoa Kỳ và học trung học ở đó, và cũng làm việc như là một người pha rượu.
Năm 2015, Miyamoto đăng quang hoa hậu Nagasaki và đại diện tỉnh này đi thi Hoa hậu Hoàn vũ Nhật Bản.

### Hoa hậu Hoàn vũ Nhật Bản 2015
Vào ngày 12 tháng 3 năm 2015, Miyamoto đoạt ngôi vị Hoa hậu Hoàn vũ Nhật Bản tại khách sạn Chinzanso Tokyo ở Bunkyō.

### Hoa hậu Hoàn vũ 2015
Với danh hiệu đạt được, Miyamoto tham dự cuộc thi Hoa hậu Hoàn vũ 2015. Paulina Vega, Hoa hậu Hoàn vũ 2014 từ Colombia sẽ trao vương miện cho hoa hậu kế nhiệm. Tại cuộc thi cô đã lọt vào Top 10. Đây là thành tích đầu tiên của Nhật Bản sau khi Hiroko Mima dừng chân ở Top 15 vào năm 2008. Người đăng quang năm đó là Pia Wurtzbach đến từ Philippines.

## Thần tượng
Theo RocketNews24, một trong những người gây nhiều cảm hứng tới Miyamoto là Mariah Carey, bởi vì nữ ca sĩ này cũng là một người con lai. Miyamoto nói, “ Bà ta cũng đã phải trải qua nhiều khó khăn cho tới khi trở thành một nữ ca sĩ nổi tiếng; bà cũng phải đối diện nhiều rào chắn chủng tộc, tương tự như tôi, nhưng bà đã vượt qua và trở thành một ngôi sao sáng, cho nên bà có ảnh hưởng nhiều đối với tôi.” 